# Stella di Barnard
La Stella di Barnard, o Stella freccia di Barnard, è una stella nana rossa nella costellazione dell'Ofiuco. Mostra il più grande moto proprio di ogni altra stella conosciuta (a parte il Sole), pari a 10,3 secondi d'arco all'anno. Tale moto proprio fu misurato dall'astronomo Edward Emerson Barnard nel 1916. Per questo viene anche a volte citata come Barnard's "Runaway" Star, cioè "stella fuggitiva di Barnard".
Trovandosi a una distanza di 5,96 anni luce da noi, la Stella di Barnard è anche una delle stelle più vicine alla Terra: solo le tre componenti del sistema di α Centauri sono più vicine (non contando il Sole). Essendo però una debole nana rossa di magnitudine 9,51, non è visibile a occhio nudo, ma solo tramite telescopi. Di classe spettrale M4V, la Stella di Barnard possiede una massa del 16% di quella del Sole, un raggio che è circa un quinto di quello solare e una luminosità che è appena lo 0,34% di quella della nostra stella.
La Stella di Barnard appare come una nana rossa relativamente stabile, indice di un'età di diversi miliardi di anni superiore a quella del Sole; tuttavia, seppur raramente, è soggetta ancora a fenomeni di brillamenti, come quello osservato nel 1998. Tra le stelle più studiate per la sua vicinanza e posizione favorevole per l'osservazione essendo vicina all'equatore celeste, è stata in passato oggetto di diverse controversie. Per un decennio, tra gli anni sessanta e settanta, Peter van de Kamp sostenne che vi erano uno o più giganti gassosi in orbita attorno a essa. Le affermazioni di Van de Kamp sulla presenza di grandi giganti gassosi vennero confutate a metà degli anni settanta, ma questo lasciava tuttavia aperta la possibilità dell'esistenza di piccoli pianeti terrestri, di cui uno di massa 3,2 volte quella terrestre è stato scoperto nel 2018. Tale osservazione, l'esistenza di un pianeta roccioso, è stata smentita in un articolo più recente, tuttavia, nel 2024, è stato scoperto tramite il Very Large Telescope un pianeta roccioso orbitare attorno a essa; ha una massa almeno la metà di quella di Venere e orbita attorno alla stella madre in appena 3 giorni. Nel 2025 è stata confermata la presenza di altri tre piccoli pianeti portando il numero totale degli esopianeti attorno alla stella di Barnard sistema planetario a quattro.

## Osservazione
Con una magnitudine apparente pari a 9,51, la Stella di Barnard non è visibile a occhio nudo, sebbene per la sua osservazione sia sufficiente un telescopio amatoriale. Appare circa 4° a ovest della brillante β Ophiuchi e, giacendo solo 4° a nord dell'equatore celeste, è visibile da tutte le regioni popolate della Terra. D'altra parte questa posizione la rende circumpolare solo nelle regioni prossime al polo nord. Il periodo più indicato per la sua osservazione cade fra maggio e ottobre.
La sua luminosità varia di 0,02 magnitudini in quanto è una variabile BY Draconis; tuttavia questa minima differenza in luminosità è impercettibile all'occhio umano ed è rilevabile solamente con strumenti fotometrici.

## Storia delle osservazioni
Nel 1916, nel confrontare una lastra fotografica appena acquisita presso l'osservatorio Lick con una dell'archivio dell'osservatorio Yerkes del 1894, Edward Emerson Barnard individuò delle incongruenze: in una regione piuttosto ristretta del cielo (entro 4′ l'una dall'altra) sembravano presenti quelle che inizialmente credette una nova e una stella variabile. Per classificare meglio i due oggetti, Barnard cercò innanzitutto di colmare il gap temporale nelle osservazioni con materiale di archivio, trovando delle lastre del 1904 e del 1907. Scoprì così che, in posizioni intermedie tra i due oggetti e allineate lungo una retta, comparivano e sparivano altre stelle. Fu così che Barnard giunse alla conclusione di aver scoperto una stella con un moto proprio annuale di circa 10″, che era venuta a sovrapporsi a oggetti sullo sfondo. A conferma di ciò, Edward Charles Pickering gli fornì immagini di prescoperta del 1888 e del 1890 acquisite presso l'Harvard College Observatory.

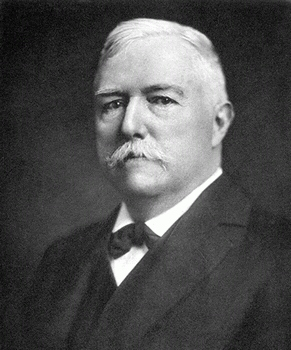
Edward Emerson Barnard scoprì nel 1916 l'elevato moto proprio della stella che oggi porta il suo nome

A causa della sua vicinanza alla Terra e della sua favorevole posizione, vicino all'equatore celeste, la Stella di Barnard è probabilmente la nana rossa più studiata. Si è cercato in particolare di studiare le sue caratteristiche astrometriche e di rilevare l'esistenza di possibili pianeti extrasolari.
Tra gli astronomi più attivi nello studio della Stella di Barnard ci fu Peter van de Kamp che dal 1938, assieme ai suoi colleghi dell'osservatorio Sproul dello Swarthmore College, l'aveva osservata cercando di rilevare, nella sua posizione sulle lastre fotografiche, le minuscole perturbazioni nel suo moto proprio (dell'ordine di 1 μm) che avrebbero attestato la presenza di un pianeta in orbita attorno a essa. La procedura adottata da van de Kamp consisteva nel mostrare ogni lastra a una media di dieci persone, in modo da evitare errori individuali. In tal modo, nel 1963 l'astronomo suggerì che attorno alla stella ci fosse un gigante gassoso della massa di 1,6 MJ, a una distanza di 4,4 au e in un'orbita lievemente eccentrica. Van de Kamp confermò questo risultato in un articolo del 1969. Tuttavia, nello stesso anno l'astronomo pubblicò un secondo articolo in cui avanzò l'ipotesi che in orbita attorno alla Stella di Barnard ci fossero invece due pianeti aventi massa 1,1 e 0,8 MJ. Nonostante tali discrepanze, van de Kamp ricevette ampio credito nella comunità astronomica almeno per un decennio, dal 1963 al 1973, quando altri astronomi, ripetendo le sue misurazioni, misero in dubbio l'esistenza dei pianeti rilevati dallo studioso. George Gatewood e Heinrich Eichhorn, che lavoravano presso osservatori differenti, utilizzarono due diverse tecniche di misurazione delle lastre fotografiche e smentirono la presenza delle perturbazioni osservate da van de Kamp. Un secondo articolo, pubblicato da John L. Hershey quattro mesi dopo il precedente, mise in relazione il cambiamento nella posizione delle stelle nelle lastre dell'osservatorio Sproul con le modifiche e le rettifiche che avevano interessato le lenti del telescopio rifrattore dell'osservatorio nel 1949 e 1957; la "scoperta" dei pianeti non era quindi altro che un falso positivo dovuta a lavori di manutenzione e miglioramento del telescopio.
Van de Kamp non riconobbe mai di avere commesso errori e continuò a credere alla bontà della sua scoperta, che ribadì in articoli successivi, l'ultimo dei quali del 1982 e in un'intervista del 1985. In conseguenza di ciò, si guastarono i suoi rapporti con diversi colleghi, tra i quali Wulff-Dieter Heintz, che gli succedette alla direzione dell'osservatorio Sproul e che, esperto di stelle binarie, mise in dubbio i risultati del predecessore e dal 1976 pubblicò critiche aperte al suo lavoro.
Sebbene l'esistenza dei pianeti ipotizzati da van de Kamp sia stata ampiamente confutata, è rimasta aperta la questione se attorno alla Stella di Barnard ci siano dei pianeti rocciosi, la cui ricerca negli anni duemiladieci è stata oggetto di interesse da parte dei principali osservatori mondiali.
La Stella di Barnard è stata anche l'obiettivo del Progetto Daedalus; lo studio che mirava alla costruzione di sonde automatiche capaci di veloci viaggi interstellari.

## Ambiente galattico

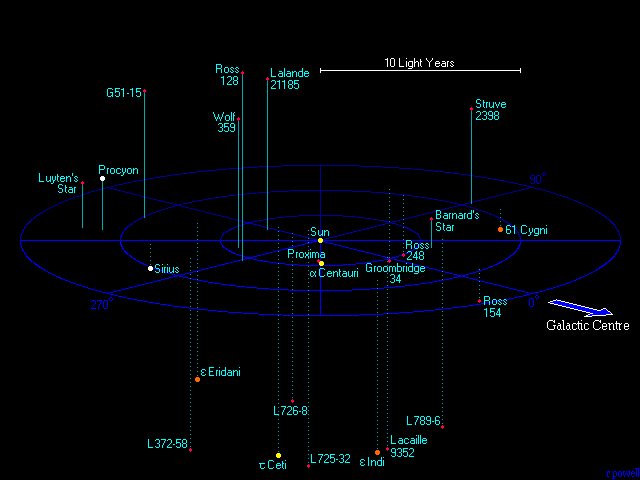
La posizione spaziale delle stelle poste entro un raggio di 12,5 anni luce dal Sole

La riduzione dei dati astrometrici del telescopio spaziale Hipparcos nel 2007 ha permesso di stimare la parallasse della Stella di Barnard in 548,31±1,51 mas. Pertanto la distanza della Stella di Barnard dalla Terra è pari a 1/0,54831 = 1,82 pc, equivalenti a 5,94±0,01 al. Si tratta della stella più vicina al Sole dopo le tre componenti di α Centauri. In virtù di questa vicinanza, condivide con il Sole il medesimo ambiente galattico, all'interno della Bolla Locale del Braccio di Orione. Le sue coordinate galattiche sono 31,008° e +14,06°: una longitudine galattica di circa 31° significa che la linea ideale che congiunge il Sole con il centro galattico e la linea ideale che congiunge il Sole e la Stella di Barnard, se proiettate sul piano galattico, formano un angolo di 31°; ciò implica che la Stella di Barnard è leggermente più vicina al centro galattico di quanto non sia il Sole. Una latitudine galattica di circa 14° indica invece che la Stella di Barnard si trova più a nord rispetto al piano su cui giacciono il Sole e il centro galattico.
La stella più vicina a quella di Barnard è Ross 154, una debole nana rossa che si trova a 5,5 anni luce. La seconda stella più vicina è il Sole, mentre la terza è α Centauri, a 6,5 anni luce.

## Moti spaziali

Spostamento della Stella di Barnard negli anni compresi tra il 1985 e il 2005

La Stella di Barnard possiede il moto proprio più elevato di ogni altra stella conosciuta. Essa si muove ogni anno di 798,58 mas in ascensione retta e di 10 328,12 mas   in declinazione. Il suo moto proprio è quindi di 10 358,76 mas   all'anno, pari a 10,35876 arcosecondi all'anno. Ciò significa che la stella percorre nella volta celeste un grado ogni circa 350 anni. Durante la lunghezza media di una vita umana la stella percorre circa un quarto di grado, cioè più o meno metà del diametro della luna piena. La combinazione della distanza e del moto proprio della stella può essere impiegata per stimare la sua velocità trasversale rispetto al Sole che risulta essere pari a circa 90 km/s.
La velocità radiale di una stella, ovvero la velocità di allontanamento o avvicinamento rispetto al Sole, può essere calcolata mediante lo spostamento verso il blu della radiazione emessa. Dal calcolo vanno scorporati spostamenti simili dovuti all'attività della stella, in particolare a moti convettivi sulla superficie. Nel caso della Stella di Barnard le misurazioni hanno dato un valore di −120,2 km/s, ove il segno negativo indica che la stella si sta avvicinando al Sole. La combinazione di queste due velocità (trasversale e radiale) dà come risultato la velocità spaziale della stella rispetto al Sole, stimata in circa 150 km/s.
In virtù di questo moto la Stella di Barnard raggiungerà la distanza minima dal Sole fra circa 9 800 anni, quando si troverà a circa 3,75 anni luce dalla nostra stella. Tuttavia, anche a quell'epoca la Stella di Barnard non sarà la stella più vicina al Sole in quanto Proxima Centauri, che è attualmente la stella più vicina, si sta anch'essa avvicinando e continuerà a mantenere il suo primato per i prossimi 33 000 anni, quando sarà superata da Ross 248. In ogni caso, anche all'epoca dell'approccio più vicino al Sole, la Stella di Barnard sarà invisibile a occhio nudo perché avrà magnitudine 8,5.

Variazione della distanza delle stelle più vicine nell'arco di tempo tra 20 000 e 80 000 anni

La Stella di Barnard è anche la prima stella di cui sia stato possibile rilevare una variazione nella velocità radiale, grazie alla sua vicinanza e al suo moto proprio molto elevato. La variazione della velocità radiale è stata calcolata in 4,5 m/s ogni anno.
Anche la velocità del moto proprio subisce un cambiamento rilevabile nel corso del tempo, calcolato in 1,2 mas anno−2.

## Caratteristiche
La Stella di Barnard è una nana rossa di tipo spettrale M4. Si tratta dunque di una stella di piccola massa, appartenente alla sequenza principale, il cui colore rosso è dovuto a una bassa temperatura superficiale. La stella è classificata come variabile BY Draconis, caratterizzata dalla presenza sulla fotosfera di macchie, che si mostrano periodicamente con la rotazione della stella. Nel caso della Stella di Barnard la variazione di luminosità è di 0,02 magnitudini nel periodo di rotazione della stella, corrispondente a circa 130 giorni.

### Luminosità
Dawson e De Robertis (2004) hanno ottenuto il valore del flusso luminoso ricevuto dalla stella, integrando la distribuzione della radiazione ricevuta alle diverse lunghezze d'onda. Il valore ricavato è (3,30±0,16)×10−11 W/m² (cioè la luminosità apparente della stella ammonta a circa trecento miliardesimi di watt ogni metro quadrato). Da questo valore e dalla distanza calcolata mediante la parallasse si ricava la luminosità totale della stella, che risulta essere (3,46±0,17)×10−3 L⊙. Ciò equivale a dire che l'astro emette circa lo 0,34% di quanto emette il Sole. Se la stella fosse posizionata alla stessa distanza della Terra dal Sole, apparirebbe solo 100 volte più brillante della luna piena, il che è comparabile alla luminosità del Sole visto da 80 au di distanza.

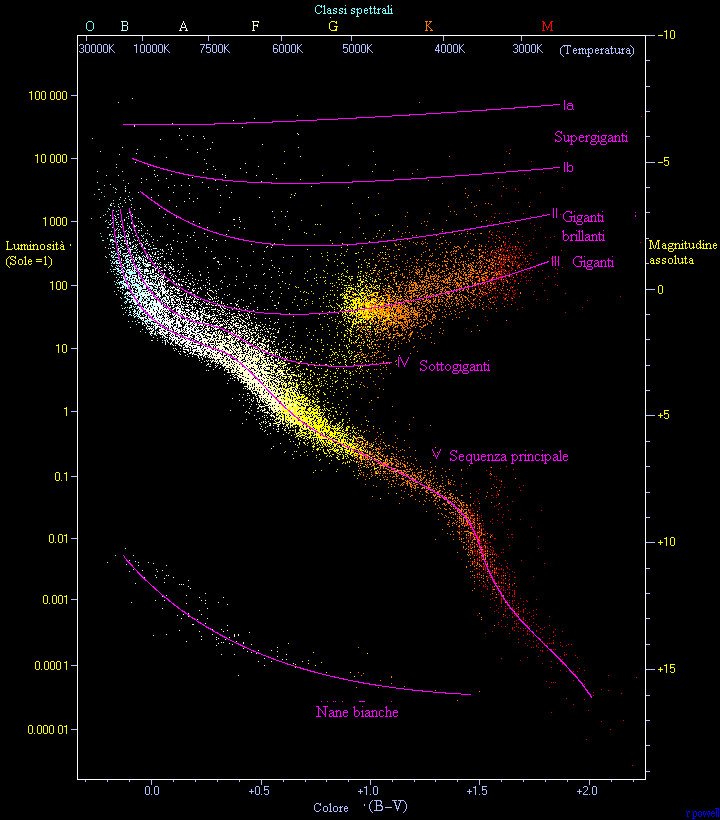
Posizione della Stella di Barnard e di altre stelle nel diagramma Hertzsprung-Russell

La radiazione emessa dalla Stella di Barnard è distribuita in modo ineguale fra le varie lunghezze d'onda. In virtù della sua bassa temperatura, la stella emette la maggior parte della sua energia nell'infrarosso: mentre nella banda U la sua magnitudine apparente è 12,4, nella banda K è 4,5. Ciò significa che se l'occhio umano fosse sensibile all'infrarosso, l'astro sarebbe visibile a occhio nudo.

### Raggio
La Stella di Barnard è sufficientemente vicina perché il suo diametro possa essere misurato direttamente con tecniche interferometriche. Lane et al. (2001) hanno utilizzato l'interferometro dell'osservatorio di Monte Palomar per misurare il diametro di cinque stelle di piccola massa, fra cui la Stella di Barnard. Il suo diametro è risultato essere di 0,987 mas, che sono stati corretti in 1,026 mas, per tenere conto del fenomeno dell'oscuramento al bordo. Alla distanza calcolata da Hipparcos, ciò corrisponde a un raggio di 0,201 R☉. Ségransan et al. (2003) hanno misurato il diametro di quattro nane rosse, fra cui quello della Stella di Barnard, servendosi dell'interferometro del Very Large Telescope. Essi hanno ottenuto un diametro di 1,004 mas, corrispondenti a 0,196 R☉. Le due misure sono quindi sufficientemente vicine fra loro da permettere di stimare con ragionevole sicurezza che il raggio della stella si aggiri intorno a 0,2 R☉. Si tratta di un raggio appena doppio rispetto a quello di Giove, in linea con la tendenza delle nane brune e delle stelle di piccola massa di avere dimensioni molto simili fra loro.

Confronto fra le dimensioni della Stella di Barnard, del Sole e di Giove

### Temperatura
Dalla luminosità assoluta della stella e dal suo raggio è possibile ricavare la sua temperatura superficiale. Dawson e De Robertis (2004) utilizzano la luminosità assoluta da essi computata e un raggio di 0,2 R⊙ per ricavare una temperatura di 3134±102 K. Questa misura è in discreto accordo con quelle ottenute mediante metodi spettroscopici. Per esempio Berriman et al. (1992) riportano una temperatura di 3 150 K, nei limiti dell'intervallo di valori individuato da Dawson e De Robertis (2004). Invece Rojas-Ayala et al. (2012) hanno ottenuto un valore di 3 266 ± 29 K; l'incertezza riportata tuttavia tiene conto solo di quella derivante dalla misurazione della luminosità della stella nella banda K e non di eventuali errori sistematici. Se si tiene conto anche di questi, l'intervallo di valori individuato da Dawson e De Robertis (2004) si sovrappone con quello di Rojas-Ayala et al. (2012). Étienne Artigau et al. (2018) facendo una media delle stime di diversi studi degli ultimi 10-15 anni, compresa quella di Neves et al. del 2014 di 3 338 ± 110 K, adottano, per il loro studio sulla velocità radiale, una temperatura media di 3 200 K.

### Massa
| Nome              | Gravità in m/s2 | Gravità log g |
| ----------------- | --------------- | ------------- |
| Sole              | 274,23          | 4,44          |
| Terra             | 9,78            | 2,99          |
| Stella di Barnard | 1096,48         | 5,04          |

Se fosse scoperto un oggetto in orbita attorno alla Stella di Barnard, la sua massa potrebbe essere determinata con notevole accuratezza. Non essendo finora accaduto ciò, è comunque possibile stimare la massa della stella utilizzando la relazione massa-luminosità. Tuttavia esistono differenti modellizzazioni di questa relazione per le nane rosse e, a seconda del modello assunto, si ottengono risultati differenti. Quelli riguardanti la Stella di Barnard indicano un valore compreso fra 0,14 e 0,17 M☉. Per esempio Giampapa et al. (1996), che utilizzano il modello di Henry & McCarthy (1993), riportano un valore di 0,144 M☉. Utilizzando, invece, il più recente modello di Delfosse et al. (2000), Dawson e De Robertis (2004) e Muirhead et al. (2012) ottengono un valore rispettivamente di 0,159 M☉ e 0,158 ± 0,013 M☉. Il sito del consorzio RECONS riporta un valore di 0,16 M☉, molto vicino a quelli di Dawson e de Robertis (2004) e Muirhead et al. (2012).
Avendo una misura del raggio e della massa della stella, è possibile ricavare la sua gravità superficiale: assumendo una massa di 0,159 M☉ e un raggio di 0,200 R☉, Dawson e de Robertis (2004) ricavano una gravità di superficie di 5,04 log g. Si può confrontare questo valore con quello del Sole, che è di 4,438 log g: ciò è determinato dal fatto che la massa della Stella di Barnard, come quella delle altre nane rosse, tende a essere confinata in un volume relativamente piccolo.
Avendo una piccola massa, la Stella di Barnard non possiede un nucleo radiativo come il Sole, ma trasporta la sua energia in superficie esclusivamente mediante convezione. Di conseguenza l'elio prodotto nei processi di fusione nucleare tende a distribuirsi nella stella in modo relativamente omogeneo.

### Metallicità e composizione chimica
Non c'è accordo fra gli studiosi circa il valore della metallicità della Stella di Barnard, sebbene la maggior parte di essi convenga sul fatto che sia più povera di metalli rispetto al Sole. Gizis (1997) ipotizza che la stella abbia una metallicità compresa fra −1,0 e −0,5, che cioè possegga tra il 10% e il 32% degli elementi più pesanti dell'elio presenti nel Sole. Essa si collocherebbe quindi circa 0,6 magnitudini al di sotto della sequenza principale e quindi in una regione intermedia fra le stelle di sequenza principale e le subnane. Ciò porta a credere che la stella non appartenga all'alone galattico, dove sono presenti stelle con metallicità più bassa, ma neppure al disco galattico, dove le stelle hanno metallicità più alte. Lo studioso la classifica come una stella di popolazione II intermedia.
Tuttavia Dawson e De Robertis (2004), analizzando i parametri fondamentali della stella, concludono che nulla indica che abbia una metallicità marcatamente bassa e propendono per metallicità simili a quelle solari.
In un lavoro volto a stimare la temperatura e la metallicità di 133 nane rosse vicine al Sole, Rojas-Ayala et al. (2012) riportano una metallicità di −0,39 ± 0,17. Una metallicità di −0,39 equivale a una presenza di metalli pari a circa il 40% di quella solare.

### Rotazione

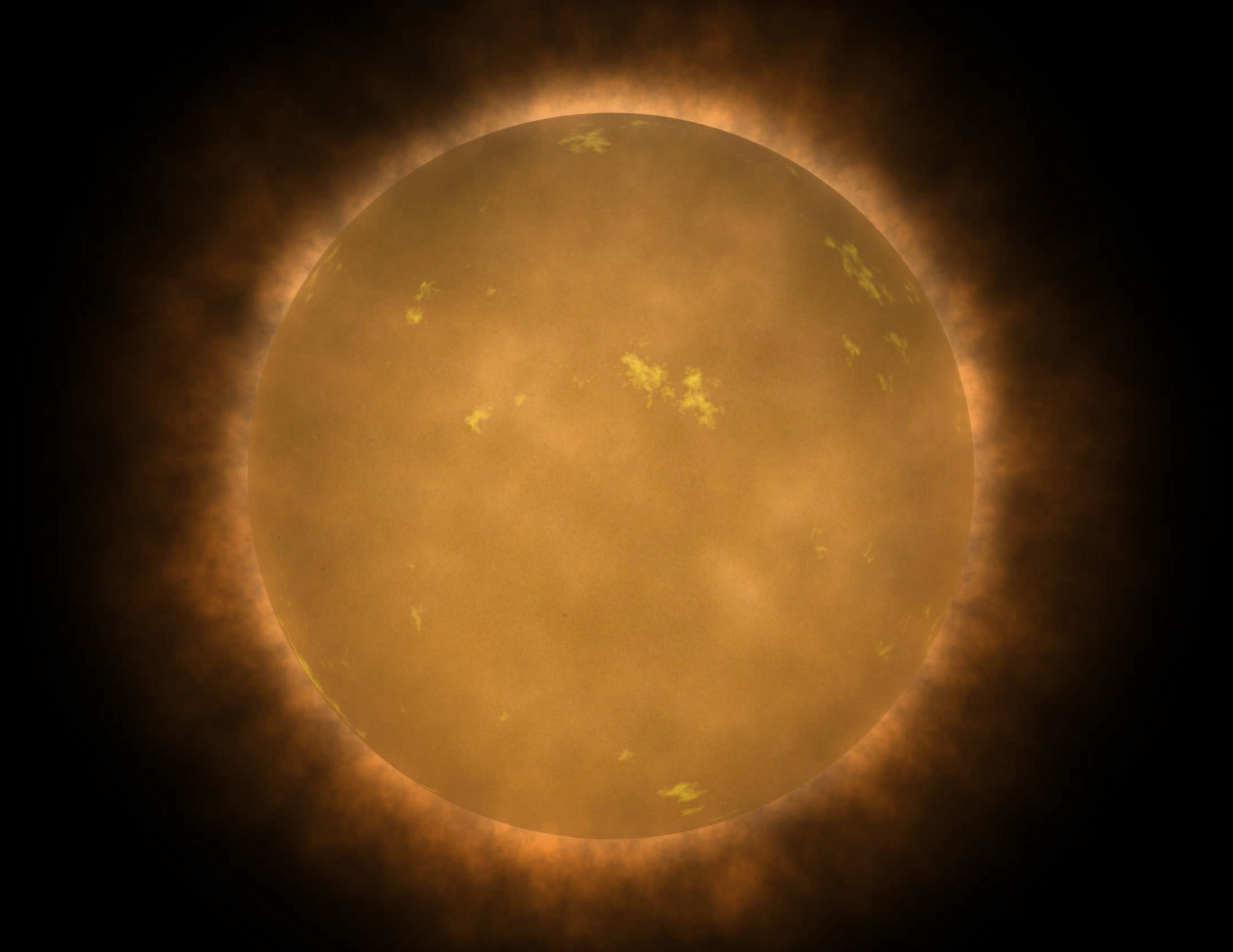
Immagine artistica di una nana rossa

Benedict et al. (1998) hanno utilizzato il telescopio spaziale Hubble per condurre indagini di carattere fotometrico sulla Stella di Barnard e su Proxima Centauri. Gli studiosi hanno trovato indicazioni nella Stella di Barnard di una possibile variabilità avente una ampiezza di 0,02 magnitudini e un periodo di 130,4 giorni; essi suggeriscono, sebbene in modo prudente, che la variabilità potrebbe essere dovuta alla presenza di una macchia sulla superficie della stella e che quindi tale periodo potrebbe coincidere con quello di rotazione. Se questo periodo molto lungo dovesse essere confermato, ciò significherebbe che la Stella di Barnard ha perso gran parte della sua energia rotazionale. Si confronti per esempio questo periodo con quello del Sole, che è di 25 giorni.
Browning et al. (2010) hanno studiato la velocità di rotazione di 123 nane rosse, utilizzando i telescopi Keck. Il metodo utilizzato permetteva di rilevare velocità di rotazione superiori a v × sin i ≈ 2,5 km/s; come nella maggioranza delle stelle studiate, l'analisi dell'allargamento delle linee spettrali e dell'attività cromosferica della Stella di Barnard non ha permesso di rilevare alcuna velocità di rotazione. Essa è dunque inferiore alla sensibilità degli strumenti di misura utilizzati, cioè il valore di v × sin i è minore di 2,5 km/s, confermando che l'astro ha una lenta rotazione su sé stesso.

### Età ed evoluzione futura
Ci sono molte indicazioni che fanno pensare che la Stella di Barnard sia una stella molto più vecchia del Sole: la bassa metallicità, l'alto moto proprio, la lenta rotazione e il fatto che fino al 1998 si pensasse che fosse quiescente, cioè che non presentasse gli intensi brillamenti tipici delle nane rosse giovani. Sulla base di questi dati Riedel et al. (2005) hanno ipotizzato che l'età della stella sia compresa fra i 7 e i 12 miliardi di anni. Un'incertezza così elevata è dovuta al fatto che, come si è detto, ci sono molte incertezze riguardo ai valori della metallicità e della velocità di rotazione; inoltre, come si dirà a breve, nel 1998 è stato rilevato un brillamento, che è indicativo del fatto che la stella sia ancora attiva.
Come tutte le nane rosse, la Stella di Barnard avrà un'evoluzione molto lenta. È previsto infatti che essa permarrà nella sequenza principale per altri 1 000 miliardi di anni. Poiché i moti convettivi mischiano continuamente l'elio prodotto dalle reazioni nucleari, la stella diventerà uniformemente sempre più ricca di elio e più povera di idrogeno. Quando l'idrogeno comincerà a scarseggiare, l'astro comincerà a contrarsi, con conseguente aumento della temperatura superficiale e della luminosità. L'aumento della temperatura superficiale determinerà un cambiamento del colore della stella (perché la lunghezza d'onda della radiazione emesse dipende dalla temperatura della superficie approssimativamente secondo la legge di Planck), che si trasformerà così in una nana blu.
Nelle ultime fasi della sua evoluzione, la stella svilupperà un nucleo radiativo e sarà notevolmente più luminosa che in precedenza, arrivando fino a un terzo della luminosità solare. Questo accelererà la sua evoluzione e consumerà l'idrogeno residuo nel nucleo in termini relativamente brevi rispetto alla vita totale di una nana rossa, ma che per una stella di 0,16 masse solari equivalgono a circa 5 miliardi di anni. A questo punto, poiché nel nucleo non verranno mai raggiunte temperature sufficienti a innescare la fusione dell'elio, la stella si contrarrà ulteriormente e si raffredderà progressivamente, diminuendo di luminosità fino a diventare una nana bianca all'elio.

## Il brillamento del 1998
Diversi elementi indicano che la Stella di Barnard abbia un'attività molto moderata. In primo luogo, essa presenta un flusso di raggi X molto basso, indice di una ridotta attività magnetica; in secondo luogo, presenta variazioni di luminosità molto contenute; infine, contrariamente alle nane rosse attive, nel suo spettro non appaiono le righe della serie di Balmer sia in emissione sia in assorbimento durante i periodi di quiescenza. Data questa ridotta attività, gli studiosi non si aspettavano di osservare nella stella i brillamenti tipici delle nane rosse giovani e attive.

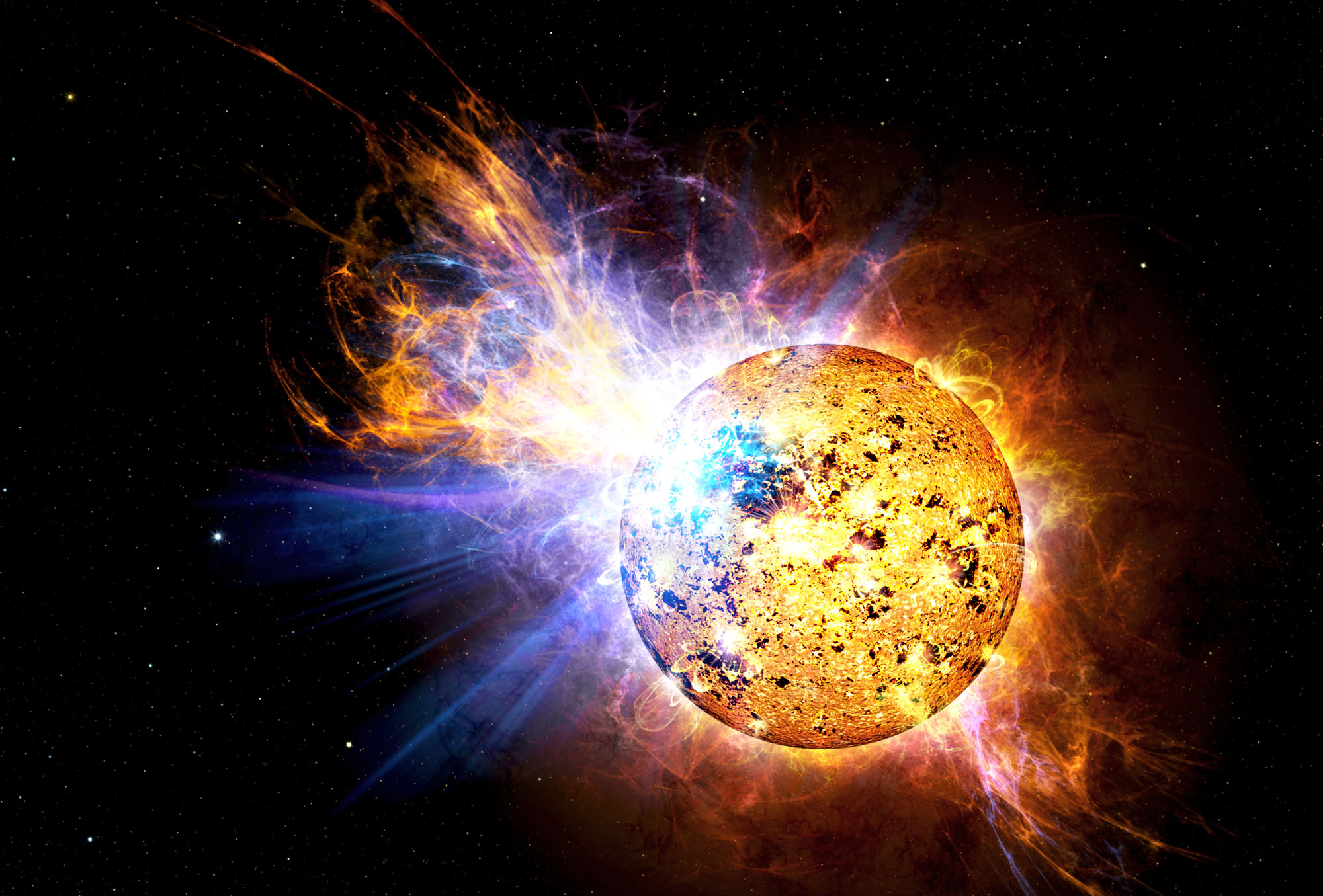
Rappresentazione artistica di un brillamento in una nana rossa

Ciononostante, il 17 luglio 1998 William Cochran, dell'Università del Texas ad Austin, notò delle variazioni nelle emissioni spettrali che indicavano un avvenuto flare; poiché il suo obiettivo primario era la ricerca di eventuali pianeti, non approfondì lo studio del fenomeno. Quattro anni più tardi Cochran mostrò i dati di quell'osservazione a un team di ricerca guidato da Diane Paulson, che analizzò con attenzione lo spettro della stella acquisito durante il brillamento. Esso presentava le righe della serie di Balmer in emissione, di solito non presenti, oltre alle linee dell'elio, neutro e ionizzato una volta, e alle linee di alcuni metalli neutri. Inoltre la parte blu dello spettro risultava rafforzata in seguito all'aumento di temperatura prodotto dal brillamento. Gli studiosi ne conclusero che nella regione ove il flare si era manifestato la temperatura aveva superato almeno gli 8 000 K, più del doppio della temperatura superficiale normale della stella.
Non è del tutto chiaro il meccanismo che produce i flare, ma si ritiene che la causa siano i forti campi magnetici che sopprimono la convezione del plasma portando a improvvise eruzioni: forti campi magnetici sono presenti in stelle in rapida rotazione su sé stesse, ma le stelle vecchie tendono a ruotare lentamente sul proprio asse, quindi il flare osservato sulla Stella di Barnard è da considerarsi una rarità.
L'attività stellare osservata ha rinnovato l'interesse attorno alla Stella di Barnard, che potrebbe facilitare la comprensione delle stelle simili a essa. Studi fotometrici delle emissioni di raggi X e UV potrebbero far luce sulla vasta popolazione di vecchie nane rosse della galassia. Tale ricerca ha implicazioni astrobiologiche: dato che le zone abitabili delle nane rosse sono piuttosto vicine alla stella, tutti i pianeti presenti sarebbero stati fortemente influenzati dai brillamenti solari, dai venti stellari e dalle espulsioni di plasma.

## Ricerca di pianeti

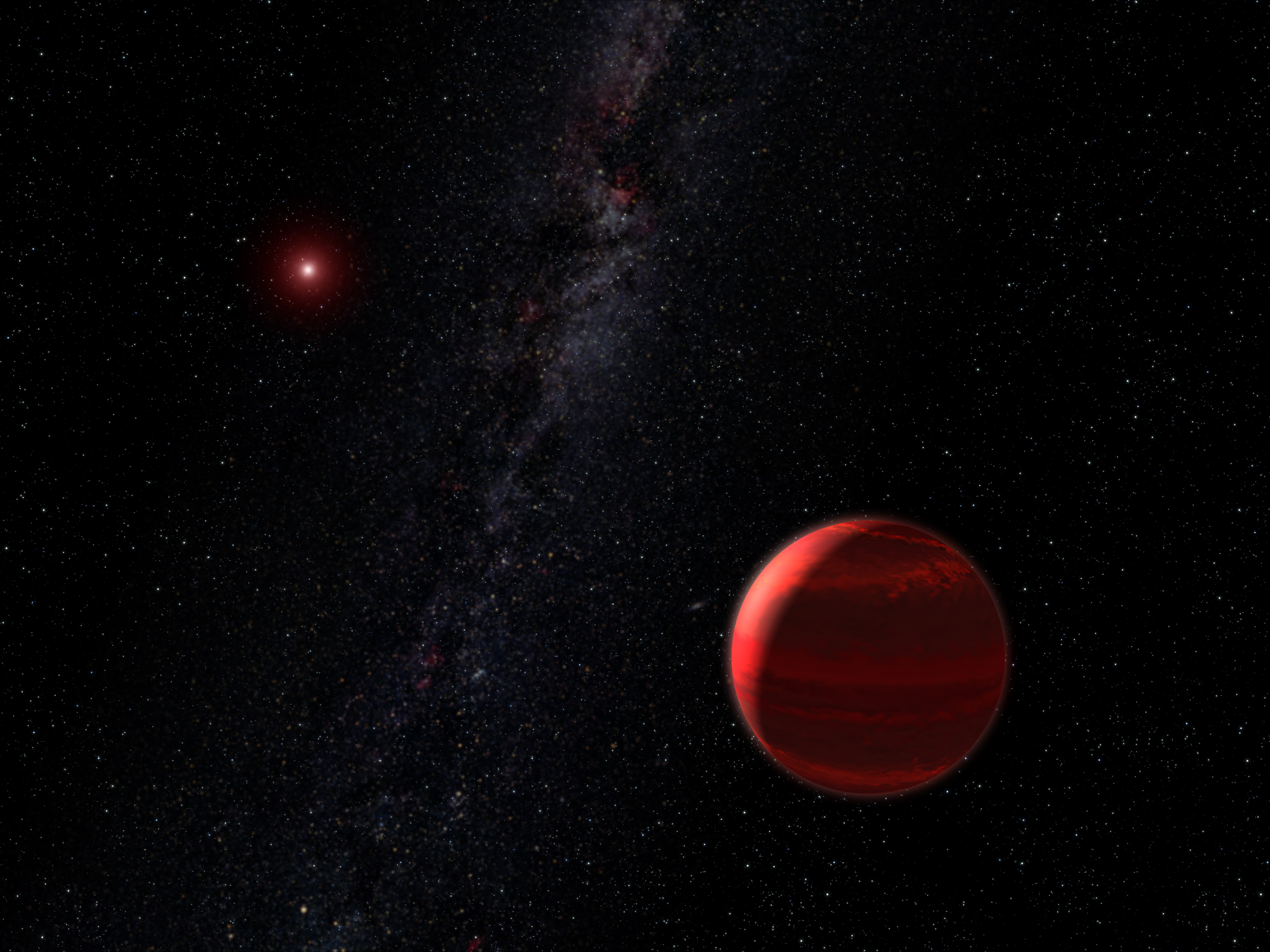
Immagine artistica di un pianeta orbitante intorno a una nana rossa

Come si è detto, la ricerca di pianeti intorno alla Stella di Barnard ha occupato intensamente gli scienziati fin dagli anni quaranta del Novecento. Attraverso misurazioni sempre più precise, il limite massimo della massa di un possibile pianeta orbitante è stato a mano a mano abbassato, determinando in tal modo quali tipi di pianeti non orbitano intorno alla stella. Da questo punto di vista, la ricerca di pianeti intorno a stelle di piccola massa come quella di Barnard è avvantaggiata perché le perturbazioni prodotte da un pianeta orbitante intorno a esse saranno maggiori rispetto a quelle prodotte da pianeti orbitanti intorno a stelle di grande massa.
Nel 1995 Gatewood è stato in grado di dimostrare che pianeti della massa dieci volte quella di Giove (che è vicino al limite minimo delle nane brune) non possono esistere intorno alla Stella di Barnard. Nel 1999, è stato compiuto uno studio della stella tramite il telescopio spaziale Hubble che ha permesso di appurare che non possono esistere compagni di massa pari o superiore a 0,8 MJ con un periodo orbitale inferiore ai mille giorni (il periodo orbitale di Giove è 4 332 giorni). Kürster et al. (2003) hanno invece determinato che entro la zona abitabile che circonda la stella non possono esistere pianeti con un valore di M × sin i superiore a 7,5 M⊕ e massa superiore a 3,1 volte quella di Nettuno; si tratta di un valore molto inferiore rispetto a quello suggerito originariamente da van de Kamp.
Nel 2013 un gruppo di studiosi guidato da Jieun Choi ha presentato il fino ad allora più accurato studio sulle velocità radiali della Stella di Barnard. Si tratta di un lavoro basato su venticinque anni di osservazioni compiute dall'osservatorio Lick e dall'osservatorio Keck. Negli ultimi otto anni della campagna osservativa (2004-2012) la precisione nella determinazione delle velocità è stata di 2 m/s. Entro questo margine di errore non è stata rilevata alcuna variazione nelle velocità radiali dovuta alla presenza di possibili compagni. Questo ha permesso agli studiosi di escludere che eventuali pianeti con periodo orbitale inferiore a dieci giorni possano avere un valore di M × sin i superiore a 2 M⊕; per periodi orbitali inferiori ai cento giorni sono esclusi valori superiori a ≈3 M⊕ e per periodi di meno di due anni sono esclusi valori superiori a 10 M⊕. Infine, nel 2015 le immagini riprese nell'infrarosso con il Gran Telescopio Canarias hanno escluso la presenza di oggetti substellari, come le nane brune, con massa superiore a 20 MJ e con una temperatura maggiore di 450 K a una distanza compresa tra 3,6 e 18 au. In questo studio si è presupposto che l'età della stella sia di 7-12 miliardi di anni.
Alcuni astronomi in passato hanno sostenuto che attorno a stelle a bassa metallicità fosse meno probabile la formazione di pianeti rocciosi. Tuttavia studi più recenti, in cui sono stati analizzati i dati di centinaia di stelle osservate da Terra e dal telescopio spaziale Kepler, attestano la presenza di pianeti rocciosi con un raggio fino a quattro volte quello terrestre attorno a stelle con solo il 25% della metallicità del Sole. Ciò sembra suggerire dunque che una bassa metallicità non possa essere direttamente correlata all'assenza di pianeti rocciosi nel sistema. Viceversa, un'alta metallicità sembra invece favorire il formarsi di giganti gassosi, in molti casi anche gioviani caldi con orbite eccentriche, la cui presenza tenderebbe sì a rendere instabili le orbite di eventuali pianeti terrestri nella zona abitabile. Infine, la metallicità è normalmente misurata sulla base dell'abbondanza di ferro rispetto all'idrogeno, ma altri elementi come silicio e magnesio concorrono alla formazione dei pianeti rocciosi.
Esopianeti quasi certamente rocciosi in orbita attorno a una nana rossa a bassissima metallicità ([Fe/H] = -0,42) sono per esempio quelli scoperti nel 2018 attorno a K2-155.
A novembre del 2018 un team di astronomi ha annunciato i risultati di uno studio durato venti anni basato su osservazioni compiute presso l'osservatorio Keck, i telescopi Magellano, il telescopio Lick, lo spettrografo HARPS del telescopio di 3,6 metri dell'ESO, il telescopio nazionale Galileo di La Palma nonché il Very Large Telescope dell'Osservatorio del Paranal. Ne sono risultate 771 osservazioni della velocità radiale della stella aventi una precisione di 0,9-1,8 m/s, coerenti con l'esistenza di un pianeta la cui M × sin i è di circa 3,2 M⊕ e il cui periodo di rivoluzione è di 233 giorni. Si pensava che la sua orbita avesse un semiasse maggiore di circa 0,4 au e un'eccentricità di 0,32 e che si trovasse nei pressi del limite delle nevi e avesse una temperatura superficiale intorno ai 100 K. I dati inoltre suggerivano la possibile presenza di un altro pianeta avente una massa di almeno 15 M⊕ a una distanza di 4 au dalla stella.
La scoperta è stata confutata a maggio 2021 a seguito di osservazioni effettuate con lo strumento Habitable Zone Planet Finder (HPF) installato presso il telescopio Hobby-Eberly da 10 metri facente parte dell'Osservatorio McDonald di Austin, gestito dall'Università del Texas, I segnali che in precedenza hanno prodotto il falso positivo sarebbero riconducibili all'attività stellare del sistema, punti scuri simili alle macchie solari ben note sul nostro Sole. Anche un altro studio del 2022 ha confermato che il pianeta annunciato nel 2018 non esiste.
Nel 2024, dai dati dello spettrografo ESPRESSO del Very Large Telescope, è stata confermata l'esistenza di un esopianeta con una massa minima di 0,37±0,05 M⊕ e un periodo orbitale di 3,15 giorni. Inoltre, questo studio ha proposto anche altri tre pianeti candidati, tutti orbiterebbero più vicino alla stella che alla zona abitabile, così come il pianeta confermato, denominato Barnard b, riutilizzando la designazione data al candidato super-Terra confutato qualche anno prima. Nel 2025 uno studio indipendente di follow-up ha confermato la presenza di tutti e quattro i pianeti, compresi i tre precedentemente candidati. Con una massa minima di appena 0,193 M⊕, Barnard e è l'esopianeta meno massiccio finora rilevato con il metodo della velocità radiale.

### Prospetto del sistema
Segue un prospetto del sistema della Stella di Barnard.
| Pianeta | Tipo      | Massa           | Periodo orb.  | Sem. maggiore | Eccentricità | Scoperta |
| ------- | --------- | --------------- | ------------- | ------------- | ------------ | -------- |
| d       | Sub Terra | ≥0,263±0,024 M⊕ | 2,3407 giorni | 0,0188 UA     | 0,04         | 2025     |
| b       | Sub Terra | ≥0,299±0,026 M⊕ | 3,1542 giorni | 0,0229 UA     | 0,03         | 2024     |
| c       | Sub Terra | ≥0,335±0,03 M⊕  | 4,1244 giorni | 0,0274 UA     | 0,08         | 2025     |
| e       | Sub Terra | ≥0,193±0,033 M⊕ | 6,7392 giorni | 0,0381 UA     | 0,04         | 2025     |

### Abitabilità

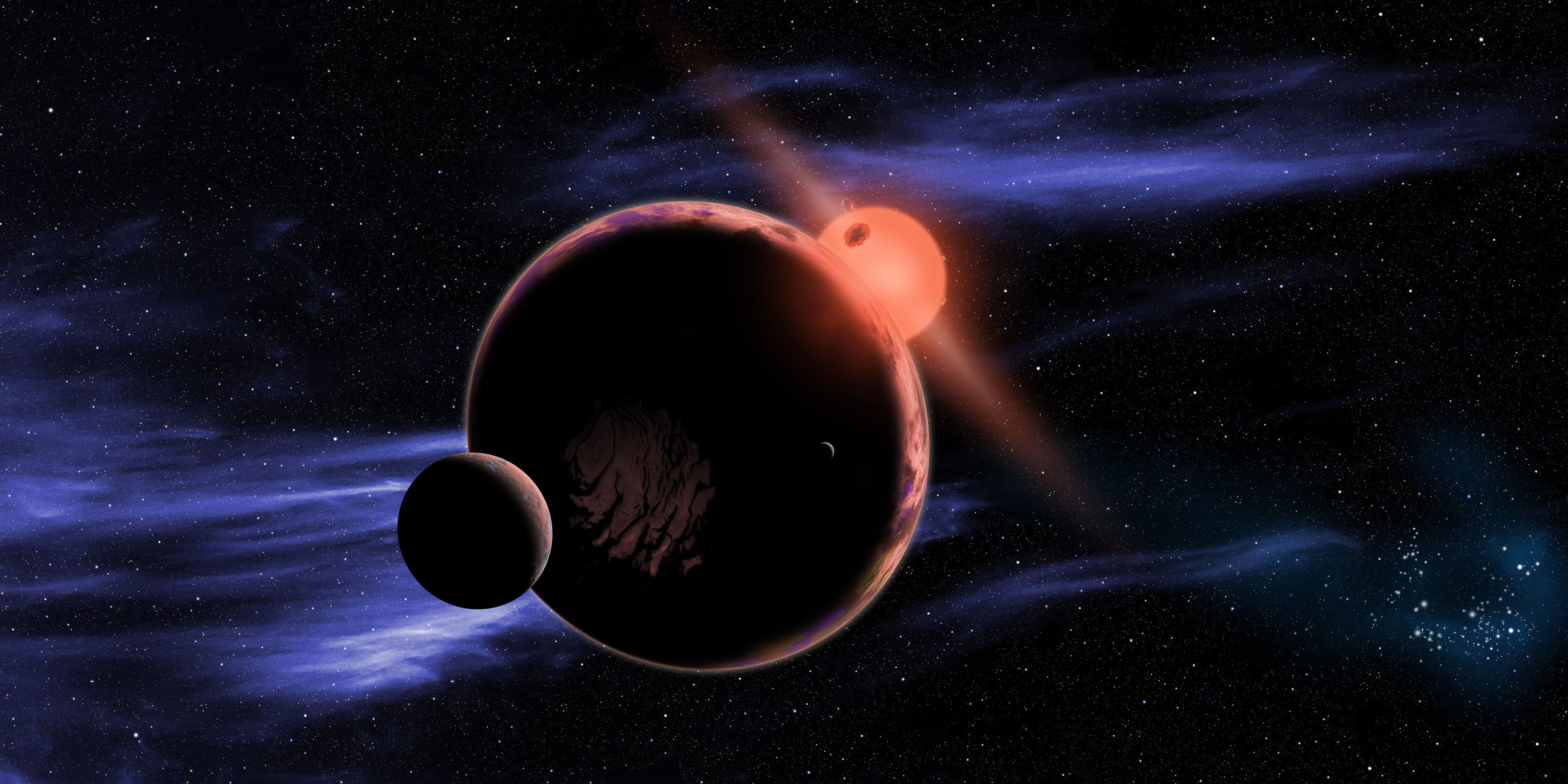
Immagine artistica di un ipotetico pianeta di tipo terrestre con due lune situato nella zona abitabile di una nana rossa come la Stella di Barnard

Alcuni fattori risultano critici nel determinare l'abitabilità di un eventuale pianeta in orbita attorno alla Stella di Barnard, come accade per tutte le piccole nane rosse. Data la sua bassa luminosità, un pianeta di tipo terrestre dovrebbe trovarsi a una distanza compresa tra 8 e 16 milioni di chilometri dalla stella per avere acqua allo stato liquido in superficie. A una distanza così ridotta corrisponde un periodo orbitale compreso tra i 5 e i 20 giorni, e, a causa delle intense forze mareali, il pianeta molto probabilmente volgerebbe alla stella sempre lo stesso emisfero. Se si fosse stabilita una condizione di rotazione sincrona, difficilmente sarebbe presente acqua liquida sulla superficie del pianeta, poiché sull'emisfero illuminato sarebbero raggiunte temperature superiori a quella di evaporazione dell'acqua, mentre quello in ombra si troverebbe a temperature inferiori a quelle di congelamento. Con il tempo, dunque, l'acqua tenderebbe ad accumularsi come ghiaccio nell'emisfero in ombra. Se tuttavia il pianeta fosse dotato di un'atmosfera sufficientemente dinamica da consentire un minimo scambio di calore tra i due emisferi, allora potrebbero sussistere le condizioni per conservare acqua liquida in superficie nelle zone intermedie, lungo i terminatori.
Un altro fattore negativo per l'abitabilità è la variabilità di molte nane rosse, spesso catalogate come variabili BY Draconis per la presenza di macchie sulla superficie che ne variano la luminosità durante la rotazione. Nel caso della Stella di Barnard la luminosità varia di 0,02 magnitudini, valore relativamente basso che non dovrebbe causare drastici cambiamenti su un pianeta dotato di atmosfera. Molto dannosi sono invece i brillamenti emessi soprattutto nei primi miliardi di anni di vita di questo tipo di stelle. Nonostante la Stella di Barnard sia notevolmente meno attiva di altre sue simili, come per esempio la turbolenta UV Ceti, ha mostrato un brillamento nel 1998, segno che non è completamente quiescente come si pensava in precedenza.
In proporzione i brillamenti e le espulsioni di massa coronale delle nane rosse sono ben più violenti di quelli del Sole, e potrebbero distruggere l'atmosfera di un pianeta che non fosse protetto da un forte campo magnetico; inoltre la radiazione ultravioletta emessa durante i brillamenti potrebbe essere estremamente nociva per le molecole organiche che formano le basi della vita. Anche per questi motivi, i sostenitori dell'ipotesi della rarità della Terra pensano che i pianeti attorno alle nane rosse non possano sostenere la vita. Tuttavia, i sostenitori del principio di mediocrità della Terra suggeriscono che un pianeta anche in rotazione sincrona ma con un nucleo fuso all'interno potrebbe generare un campo magnetico sufficiente per proteggersi dalle espulsioni di massa; inoltre, se il pianeta avesse un'atmosfera ricca di idrocarburi, come la Terra primordiale o come Titano, avrebbe uno scudo particolarmente efficace contro la radiazione ultravioletta.
L'inaspettato flare del 1998 venne riportato da Diane Paulson, la quale affermò che il "bagliore" azzurrognolo era quello di una stella con una temperatura di 8 000 K, indicando anche che il fenomeno durò circa un'ora e che la luminosità aumentò di mezza magnitudine o forse più. Ciò significa che la luminosità stellare, in quel lasso di tempo, crebbe almeno del 60% rispetto alla norma. Un aumento del genere è ben più significativo rispetto alla variabilità dovuta alla presenza delle macchie e potenzialmente distruttivo per un pianeta non adeguatamente protetto da un campo magnetico e da una spessa atmosfera.
Se, per quanto detto, non fosse possibile che si sia sviluppata vita su un eventuale pianeta attorno alla Stella di Barnard, ciò non esclude che essa non possa formarsi in un lontano futuro. A causa della loro longevità non è possibile osservare lo stadio finale di una nana rossa; tuttavia secondo i modelli teorici, le stelle con una massa inferiore a 0,25 masse solari, all'esaurirsi dell'idrogeno interno, non entrano nello stadio di gigante rossa ma accelerano il processo di fusione dell'idrogeno aumentando la loro temperatura superficiale e diventando delle nane blu. Nel caso di una stella con massa di 0,16 M⊙ il suo raggio dovrebbe aumentare "solo" del 50-60%, per poi contrarsi in seguito allo sviluppo del nucleo radiativo, e la sua luminosità aumenterà di oltre cento volte quella attuale. Eventuali pianeti che orbitano oltre il limite della neve nelle condizioni attuali della Stella di Barnard, potrebbero venire a trovarsi in futuro in una zona temperata e, se così fosse, tali condizioni potrebbero perdurare per più di 5 miliardi di anni, più che sufficienti perché si possano sviluppare forme di vita complessa.

### Progetto Daedalus
Fra il 1973 e il 1978, quando fervevano i dibattiti sulla possibile presenza di pianeti in orbita attorno alla stella di Barnard, questa venne scelta come obiettivo del Progetto Daedalus, uno studio per una sonda spaziale senza equipaggio che fosse in grado di raggiungere una stella vicina al Sole utilizzando tecnologie esistenti o di prossima realizzazione.
La soluzione proposta prevedeva un razzo a fusione nucleare, alimentato da una miscela di deuterio/elio-3 che avrebbe accelerato la sonda per quattro anni fino a raggiungere il 12% della velocità della luce. La stella sarebbe stata così raggiunta in 50 anni, entro la durata della vita media umana. Il razzo avrebbe dovuto essere costruito in orbita terrestre, avere una lunghezza di circa 190 metri, una massa di 54 000 t, tra cui 50 000 t di carburante e 500 t di carico scientifico, inclusi due telescopi ottici da 5 metri di apertura e due radiotelescopi da 20 metri di apertura. Dopo 25 anni di viaggio essi avrebbero iniziato a esaminare l'area attorno alla Stella di Barnard per individuare e studiare i pianeti del sistema.

## Il cielo visto dalla Stella di Barnard

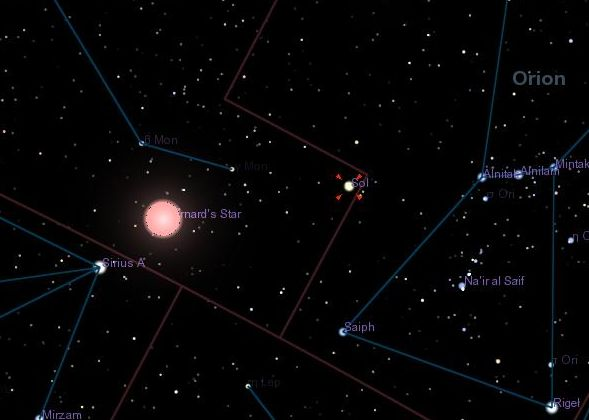
Il cielo che potrebbe essere visto da un corpo orbitante attorno alla Stella di Barnard in direzione del Sole, in una simulazione di Celestia. In questo caso la Stella di Barnard è vista in primo piano da un pianeta distante circa

Il cielo visto da un ipotetico osservatore posto su un ipotetico pianeta orbitante intorno alla Stella di Barnard sarebbe leggermente diverso da quello visto dalla Terra. Il Sole sarebbe una stella luminosa di magnitudine +1,13 e brillerebbe nella costellazione dell'Unicorno, al confine con la costellazione di Orione; esso sarebbe situato sulla direttrice che dalla cintura di Orione conduce a Sirio, apparentemente più vicino ad Alnitak. La stella più luminosa del cielo sarebbe Canopo, in quanto Sirio dista dalla Stella di Barnard oltre 14 anni luce e, con una magnitudine apparente di −0,3, sarebbe scavalcata in brillantezza anche da Vega, distante dalla Stella di Barnard "solo" 20 anni luce. Più brillante sarebbe anche Altair, di magnitudine 0, e Arturo, che a 34 anni luce di distanza brillerebbe di magnitudine −0,23.
Nonostante il Sole sia la seconda stella in assoluto più vicina alla Stella di Barnard, nel cielo di quest'ultima sarebbe solo la 17ª stella più brillante, superata di poco anche da α Centauri, di magnitudine 0,9. La stella in assoluto più vicina alla Stella di Barnard, Ross 154, è invece anch'essa una debole nana rossa che non sarebbe visibile a occhio nudo.

## Nella fantascienza
A causa della sua vicinanza alla Terra e delle ipotesi che sono state avanzate circa l'esistenza di un sistema planetario, la Stella di Barnard è stata citata in diverse opere di fantascienza. Nel romanzo La legione dello spazio di Jack Williamson, pubblicato nel 1947 ma ispirato a una serie di racconti apparsi sulla rivista Astounding nel 1934, intorno alla Stella di Barnard orbita un pianeta gigante abitato da feroci animali simili a meduse, della grandezza di un elefante, aventi quattro occhi e che volano muovendo centinaia di tentacoli. Ne Il corridoio nero, un romanzo pubblicato nel 1969 da Michael Moorcock, il pianeta Munich 15040, orbitante intorno alla Stella di Barnard, è la meta di un gruppo di profughi in fuga da una Terra ove la società umana è in dissoluzione. Nel romanzo Navi spaziali dal 2000 al 2100, pubblicato nel 1978 da Stewart Cowley e facente parte della serie Terran Trade Authority, un pianeta in orbita attorno alla Stella di Barnard è il luogo di una misteriosa apparizione che prende la forma di un'astronave non identificata. Nella serie Guida galattica per gli autostoppisti (1978-), di Douglas Adams, la Stella di Barnard è una stazione di passaggio per viaggiatori interstellari, mentre ne La lega dei mondi ribelli, romanzo del 1981 di C. J. Cherryh, essa è la stella intorno alla quale orbita la Stazione spaziale Alfa, la prima delle stazioni costruite al di fuori del sistema solare, e viene citata anche nel triplo episodio Inseguimento nella quarta dimensione della serie televisiva Galactica 1980, quando viene ipotizzato dal Dottor Zee che i Cyloni si trovino sulla Stella di Barnard in attesa dell'arrivo dei "Galattici" sulla Terra, prima dell'attacco finale.
La Stella di Barnard era una delle preferite di Robert L. Forward, che la inserì in numerosi libri. In Rocheworld (19821), il sistema della stella comprende un pianeta di tipo gioviano, Gargantua, e un pianeta doppio di tipo terrestre chiamato Rocheworld, formato da un mondo roccioso (Roche) e da uno completamente coperto da un oceano (Eau). In Marooned on Eden (1993), dello stesso ciclo, l'astronave Prometheus compie un viaggio di 40 anni per arrivare a Zuni, luna abitabile di Gargantua. In Timemaster (1992), dello stesso autore, un milionario compie un viaggio di sei anni verso la stella per aprire un wormhole. Nella tetralogia dei Canti di Hyperion (1989–1997), di Dan Simmons, la Stella di Barnard possiede un pianeta coltivato, chiamato Mondo di Barnard, patria di Rachel e Sol Weintraub, uno dei sette pellegrini protagonisti dei primi due romanzi. Nel romanzo Il giardino di Rama (1991), scritto da Arthur C. Clarke e Gentry Lee, attorno alla stella vi è una stazione di passaggio per grandi navi-mondo cilindriche. Nel romanzo a fumetti Vita su un altro pianeta, di Will Eisner, la storia, ambientata sulla Terra, ha inizio quando viene captato un segnale di vita intelligente proveniente dalla Stella di Barnard.
La Stella di Barnard compare anche in alcuni videogiochi, quali Frontier: Elite II (1993), Frontier: First Encounters (1995), Terminal Velocity (1995), DarkSpace (2001), nel gioco di ruolo Traveller (1998).

### Testi generici
- L'Universo - Grande enciclopedia dell'astronomia, Novara, De Agostini, 2002.
- J. Gribbin, Enciclopedia di astronomia e cosmologia, Milano, Garzanti, 2005, ISBN 88-11-50517-8.
- (EN) D. Scott Birney, Guillermo González e David Oesper, Observational astronomy, 2ª ed., Cambridge, U. K., Cambridge University Press, 2006, ISBN 0-521-85370-2.

### Sulle stelle
- (EN) Martha Evans Martin e Donald Howard Menzel, The Friendly Stars: How to Locate and Identify Them, Dover, Courier Dover Publications, 1964, ISBN 0-486-21099-5.
- (EN) Claus E. Rolfs e William S. Rodney, Cauldrons in the Cosmos: Nuclear Astrophysics, University of Chicago Press, 1994, ISBN 0-387-94138-X.
- R. J. Tayler, The Stars: Their Structure and Evolution, Cambridge University Press, 1994, ISBN 0-521-45885-4.
- A. De Blasi, Le stelle: nascita, evoluzione e morte, Bologna, CLUEB, 2002, ISBN 88-491-1832-5.
- C. Abbondi, Universo in evoluzione dalla nascita alla morte delle stelle, Sandit, 2007, ISBN 88-89150-32-7.
- (EN) Fred Schaaf, The Brightest Stars: Discovering the Universe through the Sky's Most Brilliant Stars, John Wiley & Sons, Incorporated, 2008, ISBN 978-0-471-70410-2.
- (EN) Carl J. Hansen, Steven D Kawaler e Virginia Trimble, Stellar Interiors: Physical Principles, Structure, and Evolution, Springer, 2012  [1994], ISBN 978-1-4684-0214-8.

### Pubblicazioni scientifiche
- (EN) E. E. Barnard, A small star with large proper motion, in Astronomical Journal, vol. 29, n. 695, 1916,  pp. 504-508, DOI:10.1086/104156. URL consultato il 15 giugno 2018.
- (EN) P. van de Kamp, Astrometric study of Barnard's star from plates taken with the 24-inch Sproul refractor, in Astronomical Journal, vol. 68, 1963,  pp. 515-521, DOI:10.1086/109001. URL consultato l'11 ottobre 2018.
- (EN) P. Van de Kamp, Parallax, proper motion, acceleration, and orbital motion of Barnard's Star, in Astronomical Journal, vol. 74, n. 2, 1969,  pp. 238-240, DOI:10.1086/110799. URL consultato l'11 ottobre 2018.
- (EN) P. van de Kamp, Alternate dynamical analysis of Barnard's star, in Astronomical Journal, vol. 74, 1969,  pp. 757-759, DOI:10.1086/110852. URL consultato l'11 ottobre 2018.
- (EN) G. Gatewood e H. Eichhorn, An unsuccessful search for a planetary companion of Barnard's star (BD +4 3561), in Astronomical Journal, vol. 78, n. 10, 1973,  pp. 769-776, DOI:10.1086/111480. URL consultato il 14 luglio 2018.
- (EN) W. D. Heintz, Systematic trends in the motions of suspected stellar companions, in Monthly Notices of the Royal Astronomical Society, vol. 175, 1976,  pp. 533-535. URL consultato il 14 luglio 2018.
- (EN) R. F. Jameson, M. R. Sherrington e A. B. Giles, A failed search for black dwarfs as companions to nearby stars, in Monthly Notices of the Royal Astronomical Society, vol. 205, 1983,  pp. 39-41, DOI:10.1093/mnras/205.1.39P. URL consultato il 14 luglio 2018.
- (EN) R. M. Winglee, G. A. Dulk e T. S. Bastian, A search for cyclotron maser radiation from substellar and planet-like companions of nearby stars, in Astrophysical Journal, Part 2, vol. 309, 1986,  pp. L59-L62, DOI:10.1086/184760. URL consultato il 14 luglio 2018.
- (EN) Todd J. Henry e Donald W. McCarthy, The mass-luminosity relation for stars of mass 1.0 to 0.08 solar mass, in Astronomical Journal, vol. 106, n. 2, 1993,  pp. 773-789, DOI:10.1086/116685. URL consultato il 14 luglio 2018.
- (EN) R. A. J. Matthews, The Close Approach of Stars in the Solar Neighborhood, in Quarterly Journal of the Royal Astronomical Society, vol. 35, n. 1, 1994,  pp. 1-9. URL consultato il 14 luglio 2018.
- (EN) G. D. Gatewood, A Study of the Astrometric Motion of Barnard's Star, in Astrophysics and Space Science, vol. 223, n. 1-2, 1995,  pp. 91-98, DOI:10.1007/BF00989158. URL consultato il 14 luglio 2018.
- (EN) M. S. Giampapa et al., The Coronae of Low-Mass Dwarf Stars, in Astrophysical Journal, vol. 463, 1996,  pp. 707-725, DOI:10.1086/177284. URL consultato il 14 luglio 2018.
- (EN) Fred C. Adams e Gregory Laughlin, A dying universe: the long-term fate and evolution of astrophysical objects, in Reviews of Modern Physics, vol. 69, 1997,  p. 337, DOI:10.1103/RevModPhys.69.337. arΧiv:astro-ph/9701131
- (EN) George H. Bell, Barnard's star and van de Kamp's planets: the beginning, in The Search for the Extrasolar Planets: A Brief History of the Search, the Findings and the Future Implications, Arizona State University, 2001  [1997]. URL consultato il 17 luglio 2018 (archiviato il 13 agosto 2006).
- (EN) John E. Gizis, M-Subdwarfs: Spectroscopic Classification and the Metallicity Scale, in The Astronomical Journal, vol. 113, n. 2, febbraio 1997,  pp. 806-822, DOI:10.1086/118302. URL consultato il 14 luglio 2018.
- (EN) Gregory Laughlin, Peter Bodenheimer e Fred C. Adams, The end of the main sequence, in The Astrophysical Journal, vol. 482, n. 1, 1997,  pp. 420-432, DOI:10.1086/304125. URL consultato il 20 giugno 2018.
- (EN) G. Fritz Benedict et al., Photometry of Proxima Centauri and Barnard's Star Using Hubble Space Telescope Fine Guidance Sensor 3: A Search for Periodic Variations, in The Astronomical Journal, vol. 116, n. 1, 1998,  pp. 429-439, DOI:10.1086/300420. URL consultato il 14 luglio 2018.
- (EN) M. Hünsch, J. H. Schmitt, M. F. Sterzik e W. Voges, The ROSAT all-sky survey catalogue of the nearby stars, in Astronomy and Astrophysics Supplement, vol. 135, 1999,  pp. 319-338, DOI:10.1051/aas:1999169. URL consultato il 14 luglio 2018.
- (EN) X. Delfosse et al., Accurate masses of very low mass stars. IV. Improved mass-luminosity relations, in Astronomy and Astrophysics, vol. 364, 2000,  pp. 217-224. URL consultato il 14 luglio 2018.
- (EN) B. F. Lane, A. F. Boden e S. R. Kulkarni, Interferometric Measurement of the Angular Sizes of Dwarf Stars in the Spectral Range K3-M4, in The Astrophysical Journal, vol. 551, n. 1, 2001,  pp. L81-L83, DOI:10.1086/319849. URL consultato il 14 luglio 2018.
- (EN) M. Kürster et al., The low-level radial velocity variability in Barnard's star (= GJ 699). Secular acceleration, indications for convective redshift, and planet mass limits (PDF), in Astronomy and Astrophysics, vol. 403, 2003,  pp. 1077-1087, DOI:10.1051/0004-6361:20030396. URL consultato il 14 luglio 2018.
- (EN) D. Ségransan, P. Kervella, T. Forveille e D. Queloz, First radius measurements of very low mass stars with the VLTI, in Astronomy and Astrophysics, vol. 397, 2003,  pp. L5-L8, DOI:10.1051/0004-6361:20021714. URL consultato il 14 luglio 2018.
- (EN) P. C. Dawson e M. M. De Robertis, Barnard's Star and the M Dwarf Temperature Scale, in The Astronomical Journal, vol. 127, n. 5, 2004,  pp. 2909-2914, DOI:10.1086/383289. URL consultato il 14 luglio 2018.
- (EN) Diane B. Paulson, Joel C. Allred, Ryan B. Anderson, Suzanne L. Hawley, William D. Cochran e Sylvana Yelda, Optical Spectroscopy of a Flare on Barnard's Star, in Publications of the Astronomical Society of the Pacific, vol. 118, n. 840, novembre 2005,  pp. 227-235, DOI:10.1086/499497. URL consultato il 14 luglio 2018.
- (EN) A. R. Riedel et al., Barnard's Star as a Proxy for Old Disk dM Stars: Magnetic Activity, Light Variations, XUV Irradiances, and Planetary Habitable Zones, in Bulletin of the American Astronomical Society, vol. 37, maggio 2005,  p. 442. URL consultato il 20 giugno 2018.
- (EN) V. V. Bobylev, Searching for stars closely encountering with the solar system, in Astronomy Letters, vol. 36, n. 3, 2010,  pp. 220-226, DOI:10.1134/S1063773710030060. URL consultato il 14 luglio 2018.
- (EN) Matthew K. Browning, Gibor Basri, Geoffrey W. Marcy, Andrew A. West e Jiahao Zhang, Rotation and Magnetic Activity in a Sample of M-Dwarfs, in The Astronomical Journal, vol. 139, n. 2, 2010,  pp. 504-518, DOI:10.1088/0004-6256/139/2/504. URL consultato il 14 luglio 2018.
- (EN) Philip S. Muirhead et al., Characterizing the Cool KOIs. III. KOI 961: A Small Star with Large Proper Motion and Three Small Planets, in The Astrophysical Journal, vol. 747, n. 2, 2012,  pp. id. 144, DOI:10.1088/0004-637X/747/2/144. URL consultato il 14 luglio 2018.
- (EN) Bárbara Rojas-Ayala, Kevin R. Covey, Philip S. Muirhead e James P. Lloyd, Metallicity and Temperature Indicators in M Dwarf K-band Spectra: Testing New and Updated Calibrations with Observations of 133 Solar Neighborhood M Dwarfs, in The Astrophysical Journal, vol. 748, n. 2, 2012,  pp. 1-32, DOI:10.1088/0004-637X/748/2/93, 93. URL consultato il 14 luglio 2018.
- (EN) Jieun Choi et al., Precise Doppler Monitoring of Barnard's Star, in The Astrophysical Journal, vol. 764, n. 2, 2013,  pp. id. 131, DOI:10.1088/0004-637X/764/2/131. URL consultato il 14 luglio 2018.
- (EN) B. Gauza et al., Constraints on the substellar companions in wide orbits around the Barnard's Star from CanariCam mid-infrared imaging (PDF), in Monthly Notices of the Royal Astronomical Society, vol. 452, n. 2, settembre 2015,  pp. 1677-1683, DOI:10.1093/mnras/stv1350. URL consultato il 14 luglio 2018.
- (EN) Étienne Artigau, Lison Malo, René Doyon, Pedro Figueira, Xavier Delfosse e Nicola Astudillo-Defru, Optical and Near-infrared Radial Velocity Content of M Dwarfs: Testing Models with Barnard's Star, in Astronomical Journal, vol. 155, n. 5, 19 aprile 2018,  pp. 1-11, DOI:10.3847/1538-3881/aab77d. URL consultato il 12 giugno 2018.
- (EN) I. Ribas et al., A candidate super-Earth planet orbiting near the snow line of Barnard’s star, in Nature, vol. 563, 2018,  pp. 365-368, DOI:10.1038/s41586-018-0677-y. URL consultato il 15 novembre 2018.
- (EN) John L. Hershey, Astrometric analysis of the field of AC +65 6955 from plates taken with the Sproul 24-inch refractor, in Astronomical Journal, vol. 78, n. 6, 1973,  pp. 421-425, DOI:10.1086/111436. URL consultato l'11 ottobre 2018.
- (EN) P. van de Kamp, The planetary system of Barnard's star, in Vistas in Astronomy, vol. 26, 1982,  pp. 141-157, DOI:10.1016/0083-6656(82)90004-6. URL consultato il 14 luglio 2018.
- (EN) C. Koen et al., UBV(RI)C JHK observations of Hipparcos-selected nearby stars, in Monthly Notices of the Royal Astronomical Society, vol. 403, n. 4, 2010,  pp. 1949-1968, DOI:10.1111/j.1365-2966.2009.16182.x.
- (EN) F. van Leeuwen, Validation of the new Hipparcos reduction, in Astronomy and Astrophysics, vol. 474, n. 2, 2007,  pp. 653-664, DOI:10.1051/0004-6361:20078357. URL consultato il 14 luglio 2018.
- (EN) G. Berriman, N. Reid e S. K. Leggett, Effective temperatures of M dwarfs, in Astrophysical Journal, Letters, vol. 392, n. 1, 1992,  pp. L31-L33, DOI:10.1086/186418. URL consultato il 14 luglio 2018.
- W. Herbst, A. C. Layden, H-alpha photometry of dwarf K and M stars, in Astronomical Journal, vol. 94, 1987,  pp. 150-157, DOI:10.1086/114457. URL consultato il 12 ottobre 2018.
- (EN) M. Endl, W. D. Cochran, R. G. Tull e P. J. MacQueen, A Dedicated M Dwarf Planet Search Using the Hobby-Eberly Telescope, in The Astronomical Journal, vol. 126, n. 12, 2003,  p. 3099, DOI:10.1086/379137. URL consultato il 12 ottobre 2018.
- (EN) Lars A. Buchhave et al., Three regimes of extrasolar planet radius inferred from host star metallicities (PDF), in Nature, vol. 509, 2014,  pp. 593-595, DOI:10.1038/nature13254.
- (EN) Vardan Adibekyan, Pedro Figueira e Nuno C. Santos, Which type of planets do we expect to observe in the Habitable Zone? (PDF), in Origins of Life and Evolution of Biospheres, vol. 46, n. 4, 2016,  pp. 351-359, DOI:10.1007/s11084-016-9486-1.
- (EN) Teruyuki Hirano et al., K2-155: A Bright Metal-poor M Dwarf with Three Transiting Super-Earths (PDF), in The Astronomical Journal, vol. 155, n. 3, marzo 2018, Bibcode:2018AJ....155..124H, DOI:10.3847/1538-3881/aaaa6e. URL consultato il 18 giugno 2018.
- (EN) René Heller, Jérémy Leconte e Rory Barnes, Tidal obliquity evolution of potentially habitable planets, in Astronomy & Astrophysics, vol. 528, 2011,  p. A27, DOI:10.1051/0004-6361/201015809. URL consultato il 12 ottobre 2018.
- (EN) M. J. Heath, L. R. Doyle, M. M. Joshi e R. M. Haberle, Habitability of planets around red dwarf stars (PDF), in Origins of Life and Evolution of Biospheres, vol. 29, n. 4, 1999,  pp. 405-424, DOI:10.1023/A:1006596718708.
- (EN) Ashok K. Singal, Life on a tidally-locked planet, in Planex Newsletter, vol. 4, n. 2, 4 maggio 2014,  pp. 1-8. URL consultato il 12 ottobre 2018.
- (EN) Alan Bond e Anthony R. Martin, Project Daedalus — The mission profile, in Journal of the British Interplanetary Society, vol. 29, n. 2, 1976,  pp. 101-112. URL consultato l'11 ottobre 2018.

### Carte celesti
- Toshimi Taki, Taki's 8.5 Magnitude Star Atlas, su geocities.jp, 2005. URL consultato il 2 giugno 2018 (archiviato dall'url originale il 5 novembre 2018). - Atlante celeste liberamente scaricabile in formato PDF.
- Tirion, Rappaport, Lovi, Uranometria 2000.0 - Volume II: The Southern Hemisphere to +6°, Richmond, Virginia, USA, Willmann-Bell, inc., 1987, ISBN 0-943396-15-8.
- Tirion, Sinnott, Sky Atlas 2000.0 - Second Edition, Cambridge, USA, Cambridge University Press, 1998, ISBN 0-933346-90-5.
- Tirion, The Cambridge Star Atlas 2000.0, 3ª ed., Cambridge, USA, Cambridge University Press, 2001, ISBN 0-521-80084-6.